# 下落合焼とりムービー
『下落合焼とりムービー』（しもおちあいやきとりムービー）は、1979年（昭和54年）6月23日公開の日本映画である。漫画家の赤塚不二夫が企画・脚本（いずれも共同）を手掛け、山本晋也が監督を務めた。チーフ助監督を滝田洋二郎が務めている。

## 概要
1978年11月に日本でも公開されたアメリカのコメディ映画『ケンタッキー・フライド・ムービー』に倣って、「大日本下落合大学」を舞台に全編ショートギャグを満載したスケッチ・コメディー映画。
今では考えられない豪華キャストの伝説のB級ムービーだが、めったに映画を貶すことのない小森和子に「フィルムのムダね」などと酷評された。このため、タモリと小森の関係が一時悪化した。
タイトルに関して、『下落合焼鳥ムービー』・『下落合焼き鳥ムービー』・『下落合焼きとりムービー』などの表記があるが、『下落合焼とりムービー』が正しい。

## キャスト
- 所ジョージ - 矢車栄二[1]
- 司美穂 - 長田まり
- 鳥居恵子 - 日本不二子

- クニ河内
- 柄本明 - 山田一郎助教授
- 内藤陳 - 西田教授
- 団しん也 - 野坂風な男

- 松金よね子 - 総長の情婦・康子
- おおみかよ
- 森田美友紀
- あらんどろん - 山上松子・山上梅子・山上竹子
- 高見恭子 - 船上パーティの酔っ払い[2]
- 四宮奈諸美

- 坂崎幸之助 - 松下孝之介[2]
- アルフィ（高見沢俊彦・桜井賢）
- B・G・4（島田与作・グッチ裕三・モト冬樹・ウガンダ・トラ）
- 佐藤B作 - 大山厳
- 花王おさむ - 石崎
- 坂本あきら - 北大路蒸弥

- 土方鉄人 - 土方鉄蔵
- 飯島洋一 - 飯島慎太郎
- 小島光二 - 長田軍団
- 騒動社 - 長田軍団

- 団巌
- たこ八郎 - 斉藤清作
- ベンガル
- 景山民夫

- 本間伸子
- 田村節子
- 木藤ひろし
- 広岡豊
- 永野夕佳里
- 藤井郁子
- 浅葉純
- ジョージ・ハイト - 米兵
- TOKYO・13・FRIDAY・4×4CLUB

- 阿部桂一さん - 友情出演
- 早稲田大学万才同盟さん - 友情出演
- 和光大学のみなさん - 友情出演
- ハーレー・ダビットソン君 - 友情出演

- 宇崎竜童 - 矢車の影武者
- タモリ - 奇妙なボーイ
- 赤塚不二夫 - 赤坂先生
- 近江俊郎 - 長田総長[1]

## スタッフ
- 企画 : 赤塚不二夫、高平哲郎[1]
- プロデューサー : 向江寛城
- 監督 : 山本晋也
- 脚本 : 高平哲郎、赤塚不二夫、滝大作
  - ギャグ提供 : 喰始、タモリ、北吉洋一、谷口秀一、加藤芳一
- 撮影 : 鈴木史郎
- 照明 : 出雲静二
- 美術 : 藤田博
- 編集 : 田中修
- 録音 : 山口健一、岡村正治
- 音響効果 : 赤塚不二夫[注 1]
- 音楽 : クニ河内、所ジョージ
- 音楽監督 : 石松宗治、北島肇
- 助監督 : 滝田洋二郎
- 記録 : 渡辺典子
- 製作協力 : アイランズ・コーポレーション
- 録音所 : 東映撮影所録音部
- 現像所 : 東映化学工業

- 主題歌：所ジョージ『TOKYOナイト&デイ』
  - 作詞 : 宇崎竜童、作曲 : 千野秀一、編曲 : クニ河内、演奏 : V・S・O（キャニオンレコード C-143）

- 提携 : 東映セントラルフィルム、面白グループ
- 製作：東映セントラルフィルム、獅子プロダクション
- 配給 : 東映セントラルフィルム[1]

## 製作

### 企画
1977年に「演歌チャンチャカチャン」という歌が流行ったことで、にっかつが便乗映画『ポルノ チャンチャカチャン』を企画し、山本晋也が原悦子主演で同作を撮った。このとき、山本が大ファンだった赤塚不二夫に「ポスターを書いてもらえませんか」と直に頼み、赤塚が快諾し、ここで山本と赤塚に付き合いが生まれ、赤塚を囲む「面白グループ」に山本が加わることになった。「面白グループ」とは新宿二丁目の「ひとみ寿司」という寿司屋に赤塚を囲む集団で、このグループを中心に渋谷公会堂でステージ・ショーをやったり、『空飛ぶかくし芸』（住宅新報社、1977年）という本を出したりしていた。1978年の9月半ばのある日、赤塚が「3000万円欲しいなあ、それだけあればうんと面白いスラップスティック・コメディの映画が出来るぞ」と話した。赤塚は1960年代から1970年代にかけて大ヒット漫画を連発し、そのすべてがテレビアニメ化され一時は大金持ちになっていたが、モノに執着がない上、会社の横領事件などがあり、当時はあまり金を持っていなかった。「3000万円欲しい」というのは赤塚の当時の口癖であったが、たまたまその晩は所ジョージがいて、赤塚が所を指さして「こいつを主演にしたら、どっか映画会社が動かないかなぁ」と言った。所は当時、若い女性からの支持も高いアイドルだった。その日は、高平哲郎や滝大作、タモリ、柄本明、内藤陳、団しん也、高見恭子、坂崎幸之助などがいて、「脚本も役者も揃ってるじゃないか」という話になって、小松政夫のマネージャーだった八田剛宏が「監督はドタバタ・ポルノの天才、山本晋也さんにお願いして、強引ににっかつで？」と言い、 赤塚が「おい、高平、監督に電話して呼べよ」と指示し、深夜、撮影で疲れ切り自宅で寝ていた山本が何で呼ばれたのかも分からないまま「ひとみ寿司」に駆け付け、話を聞いた山本が「たかが映画ですよ。映画なんてものは、好きなシーン撮って、あとは適当に繋げりゃ出来ちゃうんですよ」と頼もしく言い放った。その言葉に皆、「気楽にやればいいんだ」と盛り上がり、その場でタイトルも『ケンタッキー・フライド・ムービー』をもじり、赤塚が『下落合焼とりムービー』と決めた。赤塚の住居兼仕事場のフジオ・プロは、住所表記は中落合だが、その近辺は元々下落合だったことからの命名。その日の朝まで皆でアイデアを出し合った。

### 気分を出してもう一度
それから20日後、山本が新生にっかつでの製作OKをほぼ決め、にっかつにしては大作の製作費1000万円を勝ち取った。それまでの山本が製作した映画はほとんど300万円以下であった。このとき、にっかつの奥村幸士プロデューサーが『フレンチ・コネクション』のもじり、『ハレンチ・コネクション』とサブタイトルを付け、『下落合焼とりムービー ハレンチ・コネクション』というタイトルを提案した。「ハレハレ」だの「ムレムレ」だのといった言葉が入らないけでもマシと安心したが、ロマンポルノ路線のにっかつでやる以上、ポルノシーンがなければならないという条件を言われ、最初はそれでもいいと考えていたが、所は当時、女子学生に人気があり、それでは所のファンが観てくれないし、予算的に無理なのではという意見が出て話が流れた。しかし山本が「赤塚不二夫のギャグ・ポルノという肩書きの映画を作ろう」と提案し、主役を柄本明に変更してにっかつ配給によるロマンポルノ『赤塚不二夫のギャグ・ポルノ 気分を出してもう一度』が製作され、1979年3月に公開された。この作品は柄本の演技以外は低評価に終わった。

### 製作決定
『赤塚不二夫のギャグ・ポルノ 気分を出してもう一度』の封切り前に、所の主演映画の話が「面白グループ」でぶり返した。1977年12月に岡田茂東映社長が、東映セントラルフィルムを設立し、配給第一回作品は山田典吾監督の『春男の翔んだ空』だったが、製作第一回作品は、岡田社長の企画『生贄の女たち』を最初は予定していた。同作は『ディープ・スロート』で32センチとも36センチともいわれる巨根を持つポルノ男優として有名になったハリー・リームズを日本に呼んで大和撫子をヒイヒイ言わすというコンセプトの映画であったが、製作が難航し、東映セントラルフィルムの第一回製作作品は、松田優作主演・村川透監督の『最も危険な遊戯』になり『生贄の女たち』は第二弾になった。『ディープ・スロート』の日本版編集は、東映洋画が本作のプロデューサーである向江寛城（向井寛、以下、向井）に頼み、興収3億円の大ヒットに結び付けた功績から、向井は東映から低予算の500万円ポルノを大量に発注しユニバースプロ（後の獅子プロダクション、以下獅子プロ）を設立した。山本晋也は当時、ワタナベプロ経由でにっかつの買い取り作品を撮る人気監督であったが、1978年から向井主宰の獅子プロからの発注が増え、向井と盟友となり、東映セントラルフィルムの発足で、向井が黒澤満とともに中核プロデューサーとして権限が増したことで、『生贄の女たち』の監督が関本郁夫から山本に交代した。獅子プロは、実質東映の下請け会社で、山本は「獅子プロは東映と関係が深くて、だから後に東映セントラルフィルムという会社が出来て、向井寛ちゃんと東映の黒澤満さんがプロデューサーになる。結果それが『下落合焼とりムービー』に繋がるわけだ」と述べている。『生贄の女たち』の脚本は、山本と佐治乾のダブルクレジットであるが、実際は山本が主に書いたとされ、テンポイントを絡ませるオチなどが面白いと評価を高めていた。
1979年6月、東映セントラルフィルムを設立した岡田茂東映社長が、今度は若手プロデューサーや監督に活躍の場を与えようという目的で、ATGの商業映画版である東映シネマサーキット（TCCチェーン、以下TCC）という新たな東映の配給網を作り、その旗揚げ作として向井から山本の元へ「面白グループ企画、所ジョージ主演でコメディ映画を作らないか」という話が舞い込み、「面白グループ」の集大成的な映画、『下落合焼とりムービー』が東映での製作が決まった。山本は「ひとみ寿司で赤塚先生が酔っ払って口癖のように繰り返した『3000万円あればスラップスティック・コメディ映画が作れるのに』が現実になってしまった」と話しているが、高平哲郎は「予算1500万円」と述べている。岡田東映社長は1978年11月に『宇宙からのメッセージ』の全米公開に立ち会うため渡米した際、『アニマル・ハウス』のようなB級作品がニューヨークでジャンジャンお客を入れ込んでいるのを観て、「こりゃうちの『聖獣学園』じゃないか。こうした線を狙ってセントラルフィルムで大いにやるべし。今年はセントラルフィルム、クローズアップの年」などと1978年暮れの『映画ジャーナル』で述べていた。本作の一ヶ月後に公開された『トラック野郎・熱風5000キロ』の併映作は、日本でジャッキー・チェンブームを起こす切っ掛けになった『ドランクモンキー 酔拳』のため、東映もコメディ映画を当てようと試行していた。高平は当時の著書で「プログラムピクチャーの低予算映画が見直されている昨今の風潮に便乗させてもらえた」と述べている。

### 出産披露宴
1979年5月9日、銀座東映会館屋上で「出産披露宴」なる製作記者会見が行われ、スタッフとこの時点で出演が決まっていたキャストによる焼とりパーティが開かれた。当時東映会館の屋上は夏場に東映アサヒビアガーデンを営業していた。脚本などがまだ固まっておらず、チャンバラトリオ出演の発表もあり、「若い映画ファンは単純に笑える映画を求めている。『ケンタッキー・フライド・ムービー』や『Mr.Boo!ミスター・ブー』が大ヒットしたのもその結果です。そこでコメディを撮ろうと決まった」「主人公は所ジョージ。高校を舞台とした学園ものです」「この顔ぶれですから、シナリオも現場でコロコロ変わるだろうし、どんな作品になるか見当もつかない」などと発表された。また主人公・下落合焼とり人間のキャラクターは明確になっているとし、7つの顔ならぬ、次の7ヶ条を備えた男で、①教養は敵だ、漢字は知らなくていい。英語は喋れなくていい。行動あるのみ。②流行に軽くのれ。根城は原宿・赤坂・六本木。遊び場は湘南・軽井沢。③あくまでも軽薄に。ホメられたら喜ぼう。怒られたら謝ろう。フラれたらあきらめよう。④無責任であれ。自分だけは助かろう。責任は他人におしつけよう。⑤貧乏人を笑え。牛丼やハンバーガーでいい知恵は生まれぬ。⑥差別こそ最大の防御。狼もしね。豚も死ね。美男子は殺せ。ブスは消えろ。⑦無愛想、無節操であれ。今日は右、明日は左。金になるなら誰とも握手、と『Mr.Boo!ミスター・ブー』の「BOOになる心得十カ条」に似た7ヶ条が発表された。所ジョージは「とにかく面白いものをやりたい。あらゆるギャグをつめ込んで、動きのある快作にします」と宣言した。より新しく鋭い連続ギャグと、信じられないバカバカしさで、80年代、コメディの時代を目指すと標榜した。

### 脚本
「面白グループ」で脚本を書き、日高はじめや喰始がギャグ作りをすると決まり、赤塚不二夫、高平哲郎、滝大作の三人で、都内の旅館に籠り脚本作りを始めた。ジョン・ランディス監督の『アニマル・ハウス』を狙い、学園物にしようとなった。酒は進むが中身が進まず、矢沢永吉の『成りあがり』のパロディで、所沢から出たロックンローラーが大金持ちになるという一代記で大筋は決着した。しかし滝が「これでは植木等さんの無責任男から何ら脱し得ていない」とクレームを付けたため、一代記を学園物に押し込んで準備稿を作成するも、再び滝が主人公の無思想性についてクレームを付けた。赤塚と高平は、「所は『天才バカボンのパパでいい。彼が無意識、無思想に動くことによって、まわりの体制が崩れ去っていくのがいい」と強調し、スッタモンダあって、赤塚の漫画の作り方を踏襲することになった。すなわち、登場人物の性格作りをして、そいつらが動き出したらどうなるかということになり、第一稿が完成した。台本には「ギャグあり」「ギャグ後送」といくつも書き込んでいたら、東映サイドから「それでは分からない」とクレームが付き、差し替えありという条件でギャグを書き込む。三人の意見も合わず、ギャグのウケ方は人によって違い、ホンに参加者が増えると収拾がつかなくなった。東映サイドからは「程度の低いギャグ」を要求され、ギャグと笑いの難しさを嫌というほど味わった。キャスティングに東映サイドから、 タモリと宇崎竜童の出演を要請された。タモリは1984年に東映が主演映画『いいとも探偵局』を作ろうと熱心に誘ったが断られた。
山本は脚本が全く映画的でなく、テレビバラエティー風で、台本に余白も多く「ココ、ギャグよろしく！」などと書いてあり、筋書きらしい筋書きもない。山本は「個性だけの映画なァ...」と考えつつ、「映画なんて面白ければいい。面白い場面撮って、そいつを繋いでいけば映画になるというのがオレの信条だ」と撮影に挑んだ。
赤塚は1979年春の週刊誌の取材で、「馬鹿なバカとか、利口なバカとか、いろいろなバカが出てきます」などと話したが、後年本作を振り返り「パロディコント集的で、3本分くらいホンができてしまった。面白い部分だけつなげばいいと、その時は考えていた。しかし映画はそう甘くない。交通整理が完全に済まない内にカメラが回りはじめたという感じだった。いろいろうまくいかないことだらけで晋也さんも大変だったと思う。ナンセンス映画っていうものは、本来、大金をかけないと、場面そのものが設定できないんだ。それを低予算で、人間の動きだけで何とかしようと思ったのが間違い。いや、最初からそれは分かっていたけれど、時の勢いだけで作っちゃったんだ」などと述べている。

### キャスティング
出演者は当時ほとんど無名。赤塚が本作の出演者を当時、特番に出そうとテレビ局に連れて行くと、ディレクターから「あの人誰ですか？」「あの人は？」と聞かれる状態。東映の幹部にキャスト表を提出したら総長役の近江俊郎しか知らず、一人一人、何をやっている人か説明した。所の説明にもシンガーソングライターという言葉で説明しても年寄りは知らない時代だった。所は当時、自称"シンガーソング・コメディアン"を名乗り、『オールナイトニッポン』やナンセンスソングで、バカバカしいキャラクターが女子中高生にはウケていたため、二枚目で主役を演じるという報道にその女子中高生層から「信じられない」の声が上がった。所は「主役だからかっこいい役に決ってるじゃん。若大将か健さん、ってとこかな」と自慢した。1979年5月の製作記者会見では、マスメディアから「奇人総出演」「出演者はクセ者揃い」などと書かれた。
監督の山本晋也は「痴漢シリーズ」「未亡人下宿シリーズ」などで、ポルノ映画の巨匠として映画ファンには知られていたが、知名度を飛躍的に高めたのは、テレビ朝日の深夜番組『トゥナイト』に1981年から性風俗関係のリポーターとして出演してからで、「すごいですねぇ」「ほとんどビョーキ」などの流行語を生み、人気タレントになった。
赤塚の次に一般的に知名度が高かったのは、ダウン・タウン・ブギウギ・バンドとして1970年代によくテレビに出演しヒット曲を歌ったり、妻の阿木燿子との作詞・作曲コンビで山口百恵のヒット曲を多数手掛けた宇崎竜童で、宇崎は「面白グループ」とは関係なく、所と親交があったことからのゲスト出演。
タモリは宇崎を除けば、唯一売れかけていたため、スケジュールがあまり取れず、役柄も当日に決まった。
あらんどろんは、1980年の漫才ブームを起こす切っ掛けとなった1980年1月20日放送の『花王名人劇場』『激突!漫才新幹線』（フジテレビ系列）で、B&B、ツービート、Wヤングと共に最初にキャスティングされていた三人組女性コントグループ。

### 監督
山本晋也はポルノ映画監督歴15年、成人映画のみ200本余りの撮影を経て、初の一般映画の監督。プロデューサーの向井ともども、ちょうど思春期の娘がおり、それまで家庭ではなるべく仕事の話をしなかったが、意外に当時の子供たちに映画が知られていて、娘から「友だちに見せても恥ずかしくない？」「宣伝した方がいいんでしょう？」などと言われ、初めて娘と映画について語り合えたと話している。向井は「初めてウチの娘を試写会に呼んで、自分が製作した映画を見せることが出来る。今度の作品でこれが一番うれしい話だ」と喜んでいたという。

### 撮影
スタジオ撮影は東映東京撮影所。脚本の高平は「撮影が始まると当初のコンセプトだった一代記もギャグもどこかに行ってしまい、現場はいつものお祭りになった」と話している。所ジョージの撮影契約が1979年5月31日までのため、同日、埼玉県秋ヶ瀬公園ロケ。荒川上流の堤防を所がハーレーダビッドソンで走るシーンで所の出演シーン撮了。
所ジョージと司美穂のキス・シーンは所が極度に緊張。山本監督は「所が人間とキスするのはこれが初めてだったんじゃないですか。気の毒なぐらいアガっちゃって『本当にやらなきゃいけないんですか？』ってオロオロしてましたね。いざ本番になると所が怖気づいて、シッタ激励してようやくブチュとキスさせました。この一発が効いて彼は美穂ちゃんに惚れてしまったんですよ」と話し、スタッフ一同で二人をくっつけようと策謀が行われた。週刊誌の取材で司が「所さんとキスできて嬉しかったわ！今度の映画は、仕事というより毎日ピクニックみたい」などと話し、週刊誌で記事になった。当時所はテレビ番組で共演中の木ノ葉のことの仲を週刊誌に書かれたばかりで、司のアタックには逃げ腰だった。所は「女よりクルマ。クルマを見ると欲情する異常変態性欲の持ち主」を自称。山本監督は「所はとにかく潔癖症で、照れ屋。香港ロケでただ一人、女を買いに行かなかった男です。その女に溺れていない肉体の反応が、役者として希有な価値を持たせているんですね。しかし、私はこの『下落合焼とりムービー』の続編を（1980年）正月にもう一度撮ってみるつもりです。その時は所クンに大セックスシーンをやってもらい、今度こそ性に狂わせてみせます」と決意を述べた。
　

## ロケ地
ロケを含む撮影は1979年5月～6月。同年6月中旬完成。
- 東京都町田市・和光大学 - ロケの80％近くを占める大学のシーン[62][61]。「面白グループ」の八田剛宏が撮影許可を取ったと書かれた文献もあるが[23]、山本は和光大学のロケは無許可の撮影であったと著書で述べている[62]。出演者の土方鉄人が同大学の映研OBで仕切り、授業のある時期で、エキストラは全員同大学の学生で面白がって大挙画面に写った[61]。毎日和光大学で現地集合[63]。空いた教室を自由に使え[63]、山本は「あんなに自由なロケはなかった。全てを寛容に許してくれた大学の職員や教授の皆さんに感謝したい」述べている[62]。
- 新宿明治安田生命ビル前など[61]。
- 「スカンジナビア」[61] - 静岡県沼津市でレストラン船として繋留されていた客船。下落合大船上パーティーのシーンなどロケの約20％近くを占める[62][61]。
- 香港[64]。
- 埼玉県秋ヶ瀬公園[59]。

## 興行形態
1979年春の時点では高田馬場か新宿の小さい劇場で一本立てロードショーを予定していたが、同年6月23日に発足した東映シネマサーキット（TCC）という東映の新しい興行形態の適用第一作として公開された。これは独立プロに門戸を開放し、若いプロデューサーや監督の登竜門になり、一般封切チェーンに乗りにくい映画を東映の封切館で上映するというもので、新宿東映会館にミニシアター・新宿東映ホールを開設、同館で封切された。当初の発表では東京と大阪の東西2館を拠点とし、以降、全国東映系作品に併映公開する予定だった。一作目に喜劇映画が選ばれたことは業界からも注目され、『ケンタッキー・フライド・ムービー』や『Mr.Boo!ミスター・ブー』のヒットの影響であるが、当時日本ではギャグ連発のスラップスティック・コメディ映画は全く作られていなかったため、TCCの狙いは正確と評価された。『下落合焼とりムービー』は新宿東映ホール一館のみの先行封切りであったが、その後、大阪梅田東映ホール、福岡東映パラス、名古屋栄東映ホール、札幌東映ホールの東映系列の5館をTCCチェーン5館として整備し、全国ロードショーを保証。東映番線の作品と併映になることもあり、本作以降、『狂い咲きサンダーロード』『純』『ヨコハマBJブルース』『泥の河』『水のないプール』『爆裂都市 BURST CITY』などがTCCで全国ロードショー公開されている。TCC発足時にTCC作品として、他に東映太秦映画村が開村五周年記念事業として映画村が3千～5千万円を出資し、映画村スタッフで時代劇映画を製作すると東映から発表があったが製作されたかは不明。同じ発表会見で外部監督の起用も考えていると説明があり、監督に藤本義一や、撮影に篠山紀信などの招聘を構想中との説明もあった。当時は東映だけでなく、日本映画界が外部監督を起用することが流行していた。

## 宣伝
本作を含め、同時期公開された各社のコメディ映画『金田一耕助の冒険』『トラブルマン 笑うと殺すゾ』『ピーマン80』のポスターは、全て『Mr.Boo!』のポスターデザインを真似ている。

## 備考
本作は新宿東映ホールのみ、一本立てで先行封切りされたが、初日の1979年6月23日（土曜日）は、24日（日曜日）にかけてオールナイト上映で、この日だけ、本番線で同日の封切りだった『地獄』（原田美枝子主演、神代辰巳監督）の併映作、本作と同じ獅子プロ製作による『餌食』（内田裕也主演、若松孝二監督、向井寛製作）が同時上映されている。

## 作品の評価

### 作品評
赤塚は「当時まだ舞台しか顔を出していなかった柄本明の怪演は忘れられないね。これぞヘンな顔ですって顔。エノケンとは違うけど、それくらい印象に残る表情だったな。高見恭子も出てた。この映画は傑作とはならなかったけれど、その後全員売れに売れてしまったという作品だ。そういう意味では、作って良かったと思ってる」と述べている。高平は「なんだか水で薄めたような喜劇映画だった。水で薄めてアメリカンになればいいのに、中身はあまりにもジャパニーズだった」と話している。山本は「ハチャメチャ映画のロケーションで毎日地獄を味わった。内容は監督自身がはっきり分からないという無責任な映画。とにかく大学生の青春と申しますか、軽薄さ、無責任、無教養さのコメディー・ドラマであります」などと話している。所は「振り返ると映画じゃないですよね、あれは。キャラクターが濃すぎる人ばっかりで、一人一人がここぞとばかりやりすぎてるんだよね。すごいものばっかり来ちゃうから、最終的に美味いんだかなんだかわかんない世界」「お金ドブに捨てる以下のことじゃないですか。そういうことを面白い、くだらないけど面白いんだと思えるのは、相当世の中が豊かじゃないと成立しないですよ。でも赤塚さんはそう言われるようなことをしたかったんでしょうね」「もう、映画もメチャクチャ。これでいいわけないじゃないと思った。でも楽しかった」「ひとみ寿司のお蔭で、みんな育ったと思う。土曜日とかとっとと家に帰っていたら、ろくなものになってなかった」「でも『下落合』がなければもっと早く黒澤作品に出れたと思う」などと述べている。

### 影響
所は「『下落合焼とりムービー』をやったっていうのが、自分の基盤になってる。つまり欲張ってあんまり色んな要素を詰め込まないこと。足もとが散らかってると踏ん張れない、地面が固くないと高くジャンプ出来ない。そういうことを反面教師として考えるようになった」などと述べてる。
滝田洋二郎は「あの規模の映画をやったことがなかったし、『下落合焼とりムービー』がターニングポイントになってるところは大いにある」などと述べている。
本作終了後、何かの切っ掛けでも、仲違いとか喧嘩があったわけでもないのに、みんなブレイクしたことで、集まりは次第に数を減らし「面白グループ」も自然消滅した。監督の山本も1980年代にテレビで売れっ子になり、ピンク映画の世界から離れた。山本は「『下落合焼とりムービー』は、オレたちのちょっと先延ばしにしていた青春の終わりであり、永遠に続くかと思っていたバカ騒ぎの終焉だったのかもしれない」と述べている。
本作でセカンドのカメラ（フォーカスマン）を務めたのは、後に多くの大ヒット映画のカメラを担当する藤石修。藤石は本作が一般映画での初仕事だった。

## 逸話
- 所ジョージという芸名の由来として、出身地の所沢市と柳ジョージをモチーフに宇崎竜童によって「所沢の柳ジョージ」という意味で命名されたという説があるが、『キネマ旬報』1979年7月上旬号で、所・宇崎・タモリ・赤塚不二夫らが参加した座談会があり、宇崎が『その後の仁義なき戦い』の音楽を柳ジョージが担当したという話の流れで、赤塚が「柳ジョージって何だよ。所ジョージとなんか関係あんの？」と言うと、所が「全然ないスよ。柳ジョージと間違えられて、よくレコードが売れますけど」と答え、さらに赤塚が「宇崎くんの弟子なの、その柳ジョージって？」と言うと、宇崎が「だれの？ぼくの？全然関係ないっスョ。ぼくよか古くからやってる人ですよ」と答える[74]。宇崎は所の名付け親ではあるが[55]、芸名の由来は柳ジョージとは無関係と見られる。

## リバイバル
2002年9月に新宿の映画館において2週間リバイバル上映された。
また、1994年頃には、パート2製作のプランもあったという。

## 追悼上映
東京国立近代美術館フィルムセンターは、同作の上映用プリントを所蔵しており、2009年8月6日 - 同年9月13日に行なわれた「特集・逝ける映画人を偲んで 2007-2008」の特集上映で、プロデューサーを務めた獅子プロダクション代表の向井寛城（向井寛）、企画・脚本・出演を務めた赤塚不二夫を追悼し、同作の上映が行なわれた。